# Peter-Martin Lind Jaeger
Peter-Martin Lind Jaeger ( 1950 ) es un botánico inglés. Obtuvo su doctorado con una tesis (Ph.D.) defendida en la Universidad de Birmingham, Departamento de Biología Vegetal, en 1986.

## Algunas publicaciones
- 1985. Systematic studies in the genus Solanum in Africa. Ed. University of Birmingham. 1.080 pp.

- La abreviatura «P.-M.L.Jaeger» se emplea para indicar a Peter-Martin Lind Jaeger como autoridad en la descripción y clasificación científica de los vegetales.[2]